# Cuscuta glabrior
Cuscuta glabrior là một loài thực vật có hoa trong họ Bìm bìm. Loài này được (Engelm.) Yunck. mô tả khoa học đầu tiên năm 1932.